# ローゼンクランツとギルデンスターン

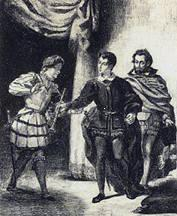
ウジェーヌ・ドラクロワのリトグラフ『ハムレットとギルデンスターン』

ローゼンクランツ (Rosencrantz) とギルデンスターン (Guildenstern) は、ウィリアム・シェイクスピアの悲劇『ハムレット』に登場する人物。ともに主人公ハムレット王子の幼馴染だが、クローディアス王により召し出され、佯狂した王子の気を紛らわせてその奇行の原因を探ろうとする。彼らはウィリアム・S・ギルバートの風刺劇『ローゼンクランツとギルデンスターン』や、トム・ストッパードの不条理劇『ローゼンクランツとギルデンスターンは死んだ』によって脚光を浴びた。
ローセンクランツ家 (Rosenkrantz, 「ロザリオ」) とギュルデンスチェアネ家 (Gyldenstjerne/Gyllenstierna, 「金の星」) は、シェイクスピアと同時代の16世紀に実在したデンマーク（およびノルウェー・スウェーデン）貴族で、1596年に行われたデンマーク王クリスチャン4世の戴冠式の記録では、参列した貴族のうち10人に1人はこのどちらかの家名を名乗っていた。ジェームズ・フォルクルは、1592年にイングランドを訪れたティコ・ブラーエの2人のいとこ、フレデリク・ローセンクランツとクヌー・ギュルデンスチェアネの名から取られたのではないかとしている。

## シェイクスピアの『ハムレット』
『ハムレット』の登場人物の多くが古典的な（ギリシャ・ローマ的な）名前を持つのに対し、ローゼンクランツとギルデンスターンは「デンマーク人にありふれた」名前である。こういった名前はフレデリク2世やクリスチャン4世の宮廷に、またヴィッテンベルク大学（ハムレットが学んだ場所であり、彼はローゼンクランツとギルデンスターンを「2人の学友」と呼ぶ）にもよく見られた。
ローゼンクランツとギルデンスターンは第2幕第2場にて初登場する。王位を簒奪したハムレットの叔父クローディアスの命に従い、慇懃な言葉でおべっかを使って幼馴染ハムレットの信頼を得、その実は彼の内心を探ろうとする。ハムレットは「大親友」として2人を歓迎しつつも彼らの装いを見破り、密命を受けた彼らと自分とが「正直につきあう」ことはできないと述べる。彼の周囲にはホレイショーを除けば味方がいないのを悟り、2人に向かって「自然の傑作たる人間」について語る。
第3幕に入るとハムレットはもはや見せかけの友情を捨て去り、第2場では冷徹に2人を突き放す。これは、彼が劇中唯一"Royal We"（尊厳の複数）を使用している場面である。第4場ではハムレットは母に対し「（ローゼンクランツとギルデンスターンは）俺にとってはマムシだ」と述べる。
ハムレットがポローニアスを殺した後、クローディアスはハムレットにイングランドへの外遊を命じ、ローゼンクランツとギルデンスターンを供につける。そして、ハムレットの殺害を指示するイングランド王宛ての手紙を2人に預けるが、シェイクスピアは明示していないものの2人はその手紙の内容を知らないようである。旅の途中、疑い深いハムレットは手紙を見つけ出し、ローゼンクランツとギルデンスターンを殺させるように書き換える。船が海賊に襲撃されたのを利用してハムレットはデンマークに舞い戻るが、ローゼンクランツとギルデンスターンはそのまま死出の旅を続ける。第5幕第2場で、ハムレットは「奴らは俺の良心にかすりもしない。奴らの破滅は奴ら自身が招いたことだ」と述べ、その後イングランドの使者が「ローゼンクランツとギルデンスターンは死んだ」と告げる。
2人は宮廷に巣食う小悪党としてハムレットとクローディアスの対立を盛り上げる。ハムレットの復讐に巻き込まれ、自分たちの死をもたらす手紙をそうと知らずにイングランドへ届けるという哀れな役回りだが、それもクローディアスの陰謀に加担したことへの報いとして、シェイクスピアは彼らの死を観客の求める勧善懲悪の枠内に収まるものと考えている。2人は劇中ほとんど一緒に行動しているが、ファースト・フォリオ（第一・二折版）の第4幕第3場のみ、ギルデンスターンがローゼンクランツに4行遅れて登場している。

## ギルバートの『ローゼンクランツとギルデンスターン』
1874年にウィリアム・S・ギルバートによって書かれた、ローゼンクランツがギルデンスターンと謀ってハムレットを追い落とし、オフィーリアと結婚するという風刺喜劇（バーレスク）。2人はクローディアスの書いた戯曲を見つける。それはとんでもない駄作だったので、クローディアスは恥ずかしさのあまりその戯曲について触れた者は死罪と定めていた。その原稿を手に入れた2人は、ハムレットに上演するようそそのかす。乗せられたハムレットをクローディアスは処刑しようとするが、結局なだめられてイングランドに追放とし、ローゼンクランツはまんまとオフィーリアを手に入れる。

## ストッパードの『ローゼンクランツとギルデンスターンは死んだ』
彼らを主人公としたトム・ストッパードの戯曲・映画。2人は『ハムレット』の物語に翻弄され、自らに与えられた役割を理解できていない。喜劇的に描かれているが、とりとめのない会話を繰り広げるうちに次第に哲学的な袋小路に陥り、映画ではローゼンクランツがハンバーガーや万有引力やアルキメデスの原理を発見してしまう。そうこうするうちに、彼らは彼らの思惑から見る間に遠ざかっていく。
劇中入れ替わり立ち替わり、2人のうち1人が何かをひらめけば、もう1人がそれをやりこめてしまう。2人はほとんど双子のような区別のつけにくい人物なので、実際『ハムレット』を演じる際に途中で入れ替わってしまうことがあり、ストッパードは自らの作品にもこれを取り入れて2人をところどころで入れ替えた。ローゼンクランツとギルデンスターンは、クローディアス、ハムレット、ガートルードに名前を頻繁に呼び間違えられ、どちらがどちらだったか曖昧になっていく。ただ、どちらかといえばローゼンクランツは『ゴドーを待ちながら』のエストラゴンのような経験主義的な、ギルデンスターンは同じくウラディミールのような理性主義的な性格に描かれている。